# ميجان ماري هارت
ميجان ماري هارت (بالإنجليزية: Megan Marie Hart)‏ هي موسيقية ومغنية أوبرا ومغنية أمريكية، ولدت في 1983.

## وصلات خارجية
- ميجان ماري هارت على موقع IMDb (الإنجليزية)
- ميجان ماري هارت على موقع ميوزك برينز (الإنجليزية)

- الموقع الرسمي